# Silo graellsii
Silo graellsii là một loài trong họ Goeridae. Loài này phân bố ở miền Cổ bắc.